# Edmundo (documentário)
Edmundo é um filme documentário de longa-metragem brasileiro, de 2015, dirigido e roterizado pelo realizador e cineclubista santa-mariense Luiz Alberto Cassol. O filme, que teve pré-estreia a 3 de julho de 2015, na cidade de Santa Maria, é uma produção biográfica sobre Edmundo Cardoso (1917-2002), diretor, escritor, jornalista, santa-mariense. 

## Sinopse
O documentário narra a vida e trajetória de Edmundo Cardoso, líder de movimentos artísticos e culturais de Santa Maria, um homem com múltiplas facetas.
O documentário conta com trechos de arquivo com o próprio Edmundo, entrevistas inéditas, depoimentos da família e de seus amigos. Apresenta a visão do próprio biografado, graças a entrevistas inéditas realizadas a partir de 1998, quando o cineasta Luiz Alberto Cassol começou a frequentar a casa de Edmundo, sempre com uma câmera, para gravar entrevistas. Uma delas está entrevistas foi utilizada pelo cineasta em outro documentário, Águas Dançantes. Em 2002, ano de morte de Cardoso, o teatrólogo foi homenageado na primeira edição do Santa Maria Vídeo e Cinema (SMVC). Na ocasião, mais entrevistas foram realizadas e estão também no documentário.

## Exibição Festivais
| Ano  | Local                             | País      | Ref         |
| ---- | --------------------------------- | --------- | ----------- |
| 2015 | 43º Festival de Cinema de Gramado | Brasil    | [ 4 ] [ 5 ] |
| 2016 | Festival de Oberá                 | Argentina | [ 6 ] [ 7 ] |

## Outras exibições
| Ano  | Local                                           | Ref   |
| ---- | ----------------------------------------------- | ----- |
| 2017 | Feira do Livro de Santa Maria                   | [ 8 ] |
| 2017 | Cinemateca Paulo Amorim (Sala Norberto Lubisco) | [ 9 ] |